# Osumi to haha
Osumi to haha (en japonés: Osumi i sa mare) és una pel·lícula perduda japonesa del 1924, inspirada en la novel·la de Blasco Ibáñez La vieja del cinema.
La pel·lícula fon dirigida per Murata Minoru, sense autorització del novel·lista, i des de la Segona Guerra Mundial és una pel·lícula desapareguda.